# Admétos
Admétos (řecky Άδμητος, latinsky Admetus) byl v řecké mytologii králem Fer v jihovýchodní Thessálii, synem krále Feréta, manželem Alkéstidy.

## Mýtus
Admétos usiloval o ruku krásné Alkéstis, dcery krále Pelia (toho, který se neprávem stal králem v Iólku a který později zahynul rukou kouzelnice Médei, manželky Argonauta Iásona). Alkéstis byla krásná a ucházelo se o ni mnoho králů a královských synů. Král Peliás vyhlásil, že dceru dá za manželku tomu, kdo zapřáhně do svého vozu divokého kance a lva a objede s nimi závodiště.
Admétos požádal o pomoc boha Apollóna. Nejvyšší bůh Zeus poslal před časem k Admétovi do služby Apollóna, aby se očistil ze zabití hrozného draka Pýthóna. Apollón jej zabil za to, že před jeho narozením pronásledoval z příkazu žárlivé bohyně Héry jeho matku, bohyni Létó v době, kdy se blížil porod jejích dětí — Apollóna a Artemis, potomků božského Dia. Apollón přislíbil pomoc a skutečně poté s pomocí hrdiny Héraklea zkrotili divoká zvířata a Admétos s tímto zvláštním spřežením objel závodiště v Iólku.
Když vrcholily přípravy na svatbu, opomněl Admétos uctít obětí bohyni Artemis a vzápětí se dostavil její trest: když vstupoval do svatební komnaty, místo nevěsty našel na lůžku klubko hadů. Opět byl přivolán o pomoc bůh Apollón a ten rychle vyjednal nápravu – oběť bohyni byla uskutečněna. Navíc Apollón vyjednal významný slib, spočívající v tom, že až přijde den Admétovy smrti, může být ušetřen, jestliže někdo za něj dobrovolně zemře.
S touto vyhlídkou žil Admétos šťastně mnoho let. Když se přiblížila jeho poslední hodina, povolal z Fer několik ubožáků a požádal je, aby místo něho zemřeli – všichni odmítli. Požádal své přátele — vysmáli se mu. Požádal své rodiče — nepořídil. Dozvěděla se to Alkéstis a nabídla svůj život za jeho, když si vymohla slib, že její děti za ni nikdy nedostanou macechu. Jenže její oběť zase nechtěl přijmout Admétos. Alkéstis však byla neoblomná.
V okamžiku, kdy Alkéstis zavřela oči, ohlásil se k návštěvě hrdina Héraklés. Když mu vypověděli, co se právě událo, Héraklés se skryl u hrobky a když zaslechl šum křídel boha smrti Thanata, vrhl se na něho, přemohl ho a spoutal. Thanatos prosil o milost a dostal ji až poté, co slíbil, že vrátí královně Alkéstis život. Stalo se a oba manželé prý žili ještě dlouhá léta a když přišel bůh smrti podruhé, odešli společně do říše stínů.
Jsou i jiné verze zakončení tohoto mýtu: jedna říká, že Alkéstis se z lásky k Admétovi otrávila a její duše sestoupila do Tartaru. Odtud ji však vrátila manželka boha Háda Persefona, která nesouhlasila s tím, aby žena zemřela místo muže a poslala ji nahoru. Druhá verze říká, že sám Hádés přišel pro krále Adméta, ten ale uprchl. Alkéstis se nabídla místo něho, do toho vstoupil Héraklés a vysvobodil ji.

## Odraz v umění
Mýtus o Admétovi a Alkéstis býval vyprávěn jako součást mýtů o Apollónovi, Hérakleovi nebo o Argonautech. Pravděpodobně z toho plynou mnohé rozpory, zejména v chronologii.
- První souborné zpracování je v Eurípidově tragédii Alkéstis (438 př. n. l.).